# Calibro 89
Calibro 89 è un orologio astronomico da tasca prodotto da Patek Philippe nel 1989 per celebrare il 150º anniversario della fondazione. L'assemblaggio dei 1.728 pezzi che lo compongono è durato quattro anni, seguiti a cinque di studi tecnici. L'orologio presenta trentatré complicazioni, detenendo un record tra gli orologi da tasca: per quanto riguarda gli orologi di tutte le categorie, è stato invece superato dall'Aeternitas Mega 4 di Franck Muller.

## Storia
La Patek Philippe aveva già studiato la questione degli orologi da tasca complicati in profondità, sino ad arrivare in precedenza a due validi risultati: il Packard del 1927 e il Graves del 1932, rispettivamente con tredici e ventuno complicazioni. Successivamente, per celebrare il centocinquantesimo anniversario della propria fondazione, Patek Philippe ha realizzato questo segnatempo, impiegando nove anni: la sua fabbricazione è stata effettuata in quattro anni, dopo cinque anni di studi.

## Descrizione
Composto da 1.728 pezzi (e più precisamente da 429 pezzi meccanici, 415 perni, 332 viti, 184 ruote, 129 rubini, 68 leve, 61 ponti, 2 quadranti principali, 24 lancette, 8 dischi indicatori a disco, il tutto diviso da tre platine in alpacca in quattro livelli), l'orologio presenta trentatré complicazioni disposte su due quadranti.
- Quello anteriore presenta le funzioni che permettono di quantificare l'orario, calcolare intervalli di tempo col cronografo, le fasi lunari, la temperatura, la data, l'anno e impostare la sveglia.[5]
- Quello posteriore presenta le funzioni che indicano i mesi, i segni dello Zodiaco, i solstizi, gli equinozi, la data della Pasqua, l'ora del tramonto, quella dell'alba, l'equazione del tempo. Sempre qui, è presente una mappa stellare con 2.800 astri visibili dall'emisfero boreale, disposti su 5 ordini di grandezza.[5]

Sono stati creati solo quattro esemplari, l'uno dissimile dall'altro. Uno è in platino, uno in oro rosa, uno in oro giallo e uno in oro bianco. Un quinto segnatempo, il prototipo, è custodito nel Patek Philippe Museum. Il suo prezzo si aggira sui cinque milioni di dollari. Il diametro è di 88,2 mm, lo spessore è di 41,07 mm, per un peso complessivo di 1.100 grammi. Il bilanciere Gyromax, brevettato nel 1949, è monometallico con gabbia in titanio (per un totale di 54 elementi e 0,73 grammi); la spirale Breguet si muove con 18.000 alternanze orarie.

### Elenco delle complicazioni
- Funzioni cronometriche: ore, minuti, secondi del tempo medio; ore, minuti, secondi del tempo siderale; ore di un secondo fuso orario; ore del tramonto e dell'alba nella città di Ginevra; equazione del tempo; regolatore a tourbillon;[annotazione 1] orario in 125 città del mondo.[6]
- Funzioni del calendario: calendario secolare perpetuo;[annotazione 2] correzione dell'anno bisestile secolare; giorno del mese; il secolo,[annotazione 3] le decadi, l'anno; i giorni della settimana; i mesi dell'anno; calcolatore del bisestile; lancetta del sole (stagioni, equinozi, solstizi, segni dello Zodiaco); carta celeste del cielo di Ginevra; le fasi e il calendario lunari; data della Pasqua.[6][annotazione 4]
- Funzioni di cronografo: cronografo; cronografo sdoppiante; totalizzatore per 12 ore; totalizzatore per 30 minuti.[6]
- Suonerie: grande suoneria a quattro carillon; piccola suoneria a carillon; ripetizione dei minuti; sveglia.[6]
- Altre funzioni meccaniche: indicatore della riserva di carica del ruotismo del tempo; indicatore della riserva di carica del ruotismo delle suonerie; dispositivo di sicurezza sul treno della suoneria a molla scarica; doppio bariletto con carica per differenziale; dispositivo per la ricarica e la messa all'ora in quattro posizioni; indicazione della posizione della corona di carica.[6]
- Funzioni non meccaniche: termometro.[6]

## Nella cultura di massa
- Umberto Eco lo cita ne Il secondo diario minimo, nel racconto Come non sapere l'ora, affermando che "è da tasca, a doppia cassa in oro da diciotto carati e dotato di 33 funzioni. La rivista che lo presenta non mette il prezzo, immagino per mancanza di spazio".
- Jeffery Deaver lo cita ne L'ombra del collezionista menzionando molte delle sue complicazioni.